# Galaxy (rivista italiana)
Galaxy, sottotitolato Mensile di fantascienza, è stata una rivista italiana di fantascienza pubblicata a cadenza mensile fra il giugno 1958 e il maggio 1964 per 72 numeri, quale edizione italiana della rivista statunitense Galaxy Science Fiction, di cui riprendeva anche il logo e la grafica.
Ha pubblicato romanzi brevi di grandi autori della fantascienza mondiale, tra cui Isaac Asimov, Frederik Pohl, L. Sprague de Camp, Theodore Sturgeon, Robert Silverberg, Robert Sheckley, Clifford D. Simak, Lester Del Rey, Philip K. Dick.

## Storia
La rivista nacque per iniziativa di Riccardo Valente con alcuni amici, che fin dal 1957 intendeva creare la versione italiana di una rivista di fantascienza statunitense che desse spazio alla narrativa breve; la sua proposta iniziale ad Astounding Science Fiction fu rifiutata; si rivolse così a Galaxy Science Fiction, che accettò di cedere i diritti di pubblicazione per l'Italia alla Editrice Due Mondi. Dopo avere fatto fronte a problemi economici, che ne provocarono la cessione alla Casa Editrice La Tribuna, le pubblicazioni cessarono nel 1964 non per scarsità di vendite, ma perché la rivista statunitense senza preavviso aveva ceduto i diritti alla Mondadori (che in precedenza aveva già utilizzato molto materiale di Galaxy Science Fiction per la propria rivista di breve durata Urania).
I primi 10 numeri furono pubblicati dalla Editrice Due Mondi (dall'Anno I numero 1, 1958 all'Anno II numero 3, 1959) e i successivi dalla Casa Editrice La Tribuna (dal 1959 al 1964). I direttori responsabili furono Riccardo Valente, R. Sgroi, Luigi Vitali, Roberta Rambelli. Inizialmente pubblicava una selezione dei testi, ma con Sgroi riprese fedelmente i contenuti della rivista originale numero per numero. Le rubriche e i testi di contorno erano invece materiale originale italiano. Dal n.32 (gennaio 1961) prese a pubblicare anche alcuni brevi racconti italiani all'interno della rubrica Accademia.
Nel 1961 Valente decise di pubblicare anche una collana parallela, Galassia, per romanzi completi, che uscì fino al 1979, ben oltre la rivista madre.

## Dettagli editoriali
Il formato della rivista era quello pocket, con 128-144 pagine (ma alcuni numeri hanno avuto anche 240 pagine).
Le copertine dei primi dieci numeri erano le copertine della rivista statunitense. Il numero 11 della rivista presenta invece una copertina di Guido Crepax.